# 鉄パイプ
鉄パイプ（てつパイプ）とは、鉄製（鉄の合金製）の管である。

## 液体を流す鉄パイプ
パイプの項を参照のこと。

## 足場用鉄パイプ
建築現場などの高所作業用の足場や仮設工作物を組む際に使うパイプをいう。腐食を防ぐために、材質は鉄に亜鉛によるメッキが施されているものが中心であるが、ステンレス製のものなどもある。
鉄パイプの足場（単管足場）は、パイプ同士をクランプ（金具）で組み合わせることで容易に組み上げと解体が可能なため、規格化され大量生産が行われた。ホームセンターなどでも購入が可能な他、リース業者によるレンタルも行われるなど比較的容易に入手ができる。
また大規模なスポーツやコンサートの会場の客席に使われる事例もある。主なものは
- 市原臨海競技場（過去）
- ホンダ都田サッカー場
- 神戸ウイングスタジアム（2002 FIFAワールドカップ時）
- 川崎球場（2007年 - 2013年、2014年に鉄筋コンクリート席へ完全移行）
- クリネックススタジアム宮城（2013年9月 - シーズン終了まで、跡地には鉄筋コンクリート席を2014年8月までに設置<ただし外野席については先行で2014年3月に設置>）
- ゴルフトーナメント会場

ただし、このような鉄パイプの足場が崩れる事故も起きているので、その扱いには十分注意しなければならない。無論、足場からの落下にも注意が必要である。

## 凶器用鉄パイプ
鉄パイプを凶器として利用したもの。例えば既述の足場用鉄パイプであれば、市中の工事現場などで容易に調達することが可能なため着目された。
1960年代の学生運動のゲバルト棒は角材が主流であったが、1970年代以降、暴走族の抗争や過激派の内ゲバの際に鉄パイプが凶器として利用されるようになった。
相手を殴打して殺傷することができ、凶器とみなされる。状況いかんでは凶器準備集合罪が適用され逮捕されることがある。

## その他の用途
- パイプ椅子の材料とすることもできる。
- パイプ爆弾の部品の1つとして、鉄パイプを短く切って火薬を詰めて使用することもできる。
- トラックのホイール交換道具として。固く締まったホイールナットを緩めるのに、スパナを差込んだ鉄パイプを延長した柄にして、てこの原理の応用で使用する。